# 센티피드
센티피드(Centipede)는 아타리가 개발하고 배급한 1981년 진행형 슈팅 아케이드 게임이다. 도나 베일리와 에드 로그가 디자인한 이 게임은 아케이드 비디오 게임의 황금기에서 가장 상업적으로 성공한 게임들 중 하나였으며 상당한 여성층이 즐기는 최초의 게임들 중 하나였다. 주 목표는 모든 지네를 총으로 쏘아서 밑으로 떨어트리는 것이다. 1982년에 아케이드 후속작 밀리피드가 출시되었다.